# Colosalist
Colosalist je česká doom/pagan metalová kapela založená v roce 2013 frontmanem Petterem Staňkem známým z působení v hranické doommetalové kapele Silent Stream of Godless Elegy a kapele Liveevil. 

## Historie
Colosalist vznikl v roce 2013 jako sólový projekt Pettera Staňka (ex-Silent Stream of Godless Elegy), který vytvořil a nahrál první minialbum Pass into Oblivion. Tento projekt měl původně být jednorázovým počinem.
V roce 2021 se projekt přeměnil na plnohodnotnou kapelu. Petter ke spolupráci přizval Filipa Chudého, baskytaristu a svého kolegu ze Silent Stream of Godless Elegy a Memorie a bývalého člena Second Chance, spolu s kytaristou Tomášem Paulusem (ex-Second Chance) a bubeníkem Honzou Jaglarzem (ex-Euthanasia). Společně nacvičili materiál, který připravil Staněk, a pustili se do nahrávání debutového alba.
V květnu 2023 se k nahrávání připojila Zuzana Zamazalová-Klementová, zpěvačka a bývalá členka původní sestavy Silent Stream of Godless Elegy. Po úspěšné spolupráci byla přijata jako stálá členka kapely.
Album bylo nahráváno ve finském studiu v Lahti pod vedením producenta Aksu Hanttu, který spolupracoval s kapelami jako Korpiklaani, Entwine nebo The Man-Eating Tree. Vydání alba je plánováno na rok 2025.

## Styl
Hudba Colosalist kombinuje doom metal s pagan metalem, temné atmosféry, výrazné melodie a zahrnuje atmosférické prvky inspirované filmovou hudbou.

## Diskografie
EP
- Pass into Oblivion (2013, Metalgate)

Singly
- Die Inside Me (2024)[3]

## Členové

### Současní členové
- Petter Staněk – zpěv, kytara (2013–)
- Zuzana Zamazalová-Klementová – zpěv, housle (2023–)
- Filip Chudý – baskytara (2021–)
- Tomaš Paulus – kytara  (2021–)
- Jan Jaglarz – bicí (2021–)

### Bývalí členové
- Petr Hutín – baskytara (2013)